# انور حسنوف
انور حسنوف بازیگر و کارگردان اهل کشور جمهوری آذربایجان است. از فیلم‌هایی که وی در آنها بازی کرده‌است می‌توان به فیلم بابک و هفت پسر من اشاره نمود.